# Focke-Wulf Ta 183

Focke-Wulf Ta 183

Focke-Wulf Ta 183 — німецький одномісний реактивний винищувач зі стрілоподібними крилами завершального періоду Другої світової війни. Був обладнаний герметичною кабіною, гарматами. Став прототипом для декількох післявоєнних винищувачів.

## Історія

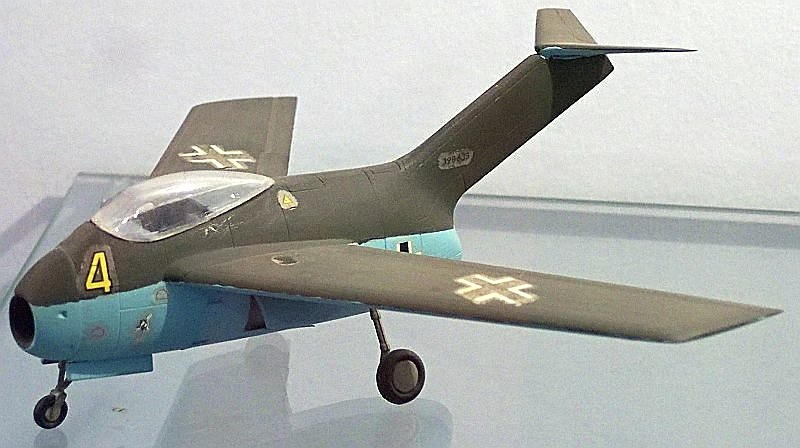
Focke-Wulf Ta 183 Huckebein

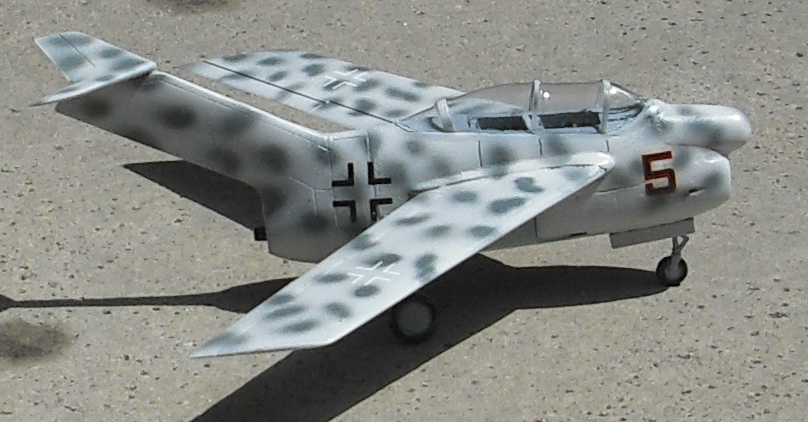
Ta183B

Наприкінці 1942 розпочались роботи над реактивним винищувачем компанії Focke-Wulf. Інженер Ганс Мультгооп під керівництвом Курта Танка розмістив мотор в середині фюзеляжу за кабіною пілота з повітрязабирачем в носі літака, Т-подібним хвостовим оперенням. Проєкту надали назву «Народний літак» (нім. Volksflugzeug). Далі варіант І мав прямі крила, варіант ІІ скошені. Проєкт відклали через необхідність модернізації Focke-Wulf Fw 190, інші розробки. На його основі з січня 1944 почали розробляти проєкт винищувача з ракетно-реактивним приводом. Ракетний привід забезпечував швидкий старт в район знаходження ворожих бомбардувальників, а реактивний швидке маневрування поміж ними.
З середини 1944 міністерство авіації, командування Люфтваффе оголосили конкурс на винищувач з швидкістю до 1000 км/год на висоті 7000 м з гарматним озброєнням, то після відхилення проєкту P VII він остаточно став основою нової розробки Plan V Entwurf II. Разом з ним у конкурсі взяли участь Messerschmitt P.1110, Heinkel P. 1078, Blohm & Voss P 212, Junkers EF 128, який виграв конкурс. Передбачалось встановити на нього ракетний мотор Walter HWK 109-509A-2 і реактивний Heinkel Hirth HeS 011A. Однак Люфтваффе наполягло на наявності лише реактивного мотора і з середини 1944 розробка рушила в цьому напрямку. До металевого фюзеляжу спроєктували нові дерев'яні скошені крила. Він виграв у лютому 1945 конкурс, отримавши номер 183 і на визнання заслуги К. Танка повне позначення Ta 183 Design II, званий «Huckebein» (Горбань). Та остаточний проєкт Ta 183 Design III отримав змінені крила, традиційне хвостове оперення, гармати над повітрявбирачем, зміщення кабіни до центру інерції. У березні 1945 замовили 16 дослідних зразків. Мотор He-S-011 був надалі недоступним, тому планували встановити на прототипи V-0 — V-4 мотори Jumo-004B. Перші польоти запланували на травень-червень 1945, але 8 квітня завод зайняли союзники, а перший прототип ще не був завершений. Документація, незавершені літаки потрапили до США, СРСР, Англії.

### Впливи
Focke-Wulf Ta 183 був першим літаком стандартної конструкції з реактивним мотором розміщеним в середині фюзеляжу, через що мав значний вплив на післявоєнний розвиток військової авіації ряду країн. Конструкція Ta 183 Design III з соплами мотора під хвостовою балкою була повторена у першому реактивному літаку СРСР МіГ-9. Певні конструктивні елементи (стрілоподібні крила, забір повітря, розміщення моторів) були повторені у післявоєнних МіГ-15, Ла-15, Saab 29 Tunnan, Republic F-84F Thunderstreak, FMA IAe 33 Pulqui II.